# Îlot de la Dent
Îlot de la Dent är en ö i Antarktis. Den ligger i havet utanför Östantarktis. Frankrike gör anspråk på området.